# Aleksandr Ėnbert
Aleksandr Jur'evič Ėnbert (in russo Александр Юрьевич Энберт?; Leningrado, 17 aprile 1989) è un pattinatore artistico su ghiaccio russo, medaglia d'argento nella gara a squadre alle Olimpiadi di Pyeongchang 2018 in coppia con Natal'ja Zabijako.
Ha iniziato a pattinare insieme a Natal'ja Zabijako a partire dal 2014, con l'atleta di origine estone che ha poi ottenuto la cittadinanza russa lo stesso anno. In coppia con Zabijako è giunto terzo agli Europei di Mosca 2018 e ai Mondiali di Saitama 2019. 
Prima di iniziare a pattinare con Zabijako, Enbert aveva gareggiato insieme a Viktoria Kazantseva, Ksenia Ozerova e Katarina Gerboldt. Con la terza partner Enbert si era classificato quarto agli Europei di Berna 2011.

## Palmarès
GP: Grand Prix; CS: Challenger Series; JGP: Junior Grand Prix

### Con Zabijako
| Risultati                 | Risultati      | Risultati      | Risultati      | Risultati      | Risultati      |
| Internazionali            | Internazionali | Internazionali | Internazionali | Internazionali | Internazionali |
| Evento                    | 2015-16        | 2016-17        | 2017-18        | 2018-19        | 2019-20        |
| ------------------------- | -------------- | -------------- | -------------- | -------------- | -------------- |
| Giochi olimpici invernali |                |                | 7º             |                |                |
| Campionati mondiali       |                | 12º            | 4º             | 3º             |                |
| Campionati europei        |                | 5º             | 3º             |                |                |
| GP Finale                 |                | 4º             |                | 4º             |                |
| GP Cup of Russia          | 5º             | 2º             |                |                |                |
| GP della Finlandia        |                |                |                | 1º             |                |
| GP NHK Trophy             |                |                |                | 1º             |                |
| GP Skate America          |                |                | 4º             |                | R              |
| GP Skate Canada           |                |                | 4º             |                |                |
| GP Trophée Eric Bompard   |                | 4º             |                |                | R              |
| CS Golden Spin            | 4º             |                | 1º             |                |                |
| CS Lombardia Trophy       |                |                | 1º             | 1º             |                |
| CS Mordovian Ornament     | 2º             |                |                |                |                |
| CS Nepela Trophy          |                | 3º             | 1º             |                |                |
| Nazionali                 |                |                |                |                |                |
| Campionati russi          | 5º             | 3º             | 3º             | 2º             |                |
| Competizioni a squadre    |                |                |                |                |                |
| Giochi olimpici           |                |                | 2º             |                |                |
| World Team Trophy         |                |                |                | 3º             |                |
| R = Ritirati              |                |                |                |                |                |

### Con Gerboldt

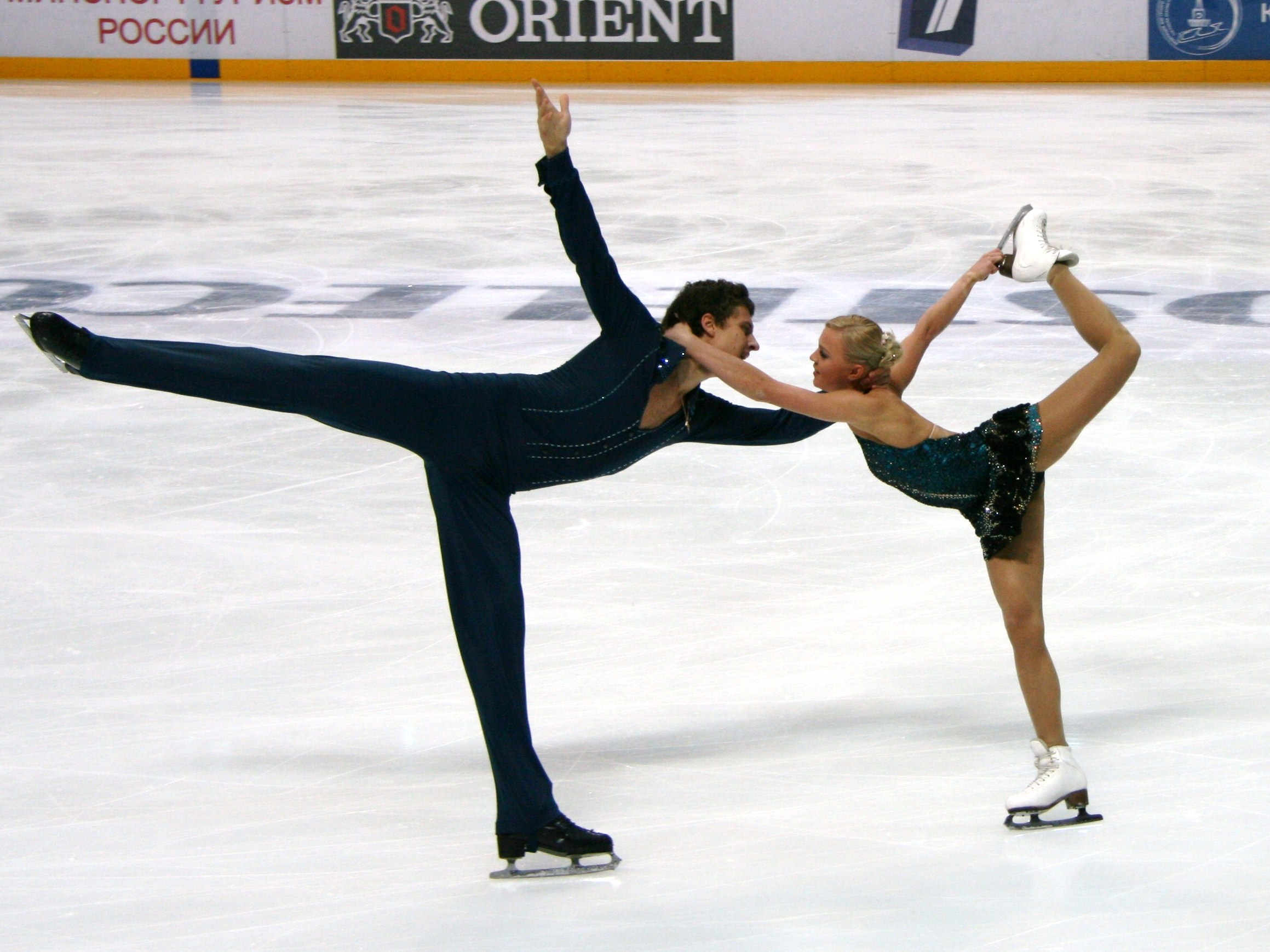
Gerboldt/Enbert interpretano il programma libero alla Cup of Russia 2010.

| Internazionali     | Internazionali | Internazionali | Internazionali | Internazionali |
| Evento             | 2010–11        | 2011–12        | 2012–13        | 2013–14        |
| ------------------ | -------------- | -------------- | -------------- | -------------- |
| Campionati europei | 4°             |                |                |                |
| GP Cup of Russia   | 4°             | 5°             |                |                |
| GP Skate Canada    |                |                | R              |                |
| Bavarian Open      |                | 2°             |                | 2°             |
| Cup of Nice        | 1°             | 2°             |                |                |
| Lombardia Trophy   |                |                |                | 3°             |
| Nazionali          |                |                |                |                |
| Campionati russi   | 4°             | 4°             |                | 7°             |
| R = Ritirati       |                |                |                |                |

### Con Ozerova

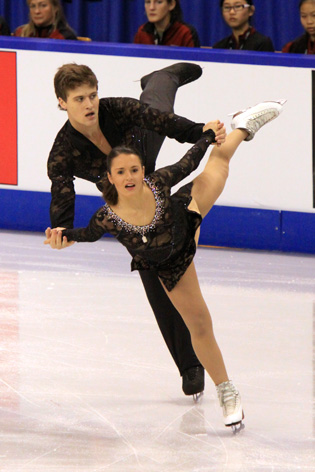
Enbert con Ksenia Ozerova a Skate Canada nel 2009.

| Internazionali          | Internazionali | Internazionali | Internazionali |
| Evento                  | 2007–08        | 2008–09        | 2009–10        |
| ----------------------- | -------------- | -------------- | -------------- |
| Campionati mondiali     |                | 24°            |                |
| GP Cup of Russia        |                | 5°             |                |
| GP Skate Canada         |                |                | 8°             |
| Cup of Nice             |                |                | 2°             |
| Universiadi             |                | 2°             |                |
| Internazionali: Junior  |                |                |                |
| JGP Finale              |                | R              |                |
| JGP Bielorussia         |                | 2°             | 6°             |
| JGP Repubblica Ceca     |                | 3°             |                |
| Nazionali               |                |                |                |
| Campionati russi        |                |                | 6°             |
| Campionati russi junior | 6°             |                |                |
| R = Ritirati            |                |                |                |

### Con Kazantseva
| Internazionali: Junior  | Internazionali: Junior | Internazionali: Junior |
| Evento                  | 2005–06                | 2006–07                |
| ----------------------- | ---------------------- | ---------------------- |
| Campionati mondiali     | 12°                    |                        |
| JGP Norvegia            |                        | 8°                     |
| Nazionali               |                        |                        |
| Campionati russi junior | 6°                     | 6°                     |